# باسيل ليكابينوس
باسيل ليكابينوس (باليونانية: Βασίλειος Λεκαπηνός)‏، (حوالي 925 – حوالي 985)، ويُسمى أيضا باسيل باراكويمينومنوس أو باسيل أوثوس (Βασίλειος ο Νόθος، "باسيل النذل")، كان طفلاً غير شرعي للإمبراطور البيزنطي رومانوس الأول ليكيبنوس الذي خدم بمرتبة باراكويمينومينوس (Parakoimomenos) ورئيس وزراء الإمبراطورية البيزنطية في معظم الفترة 947-985، تحت حكم الأباطرة قسطنطين السابع (صهره)، ونقفور الثاني فوكاس، ويوحنا زيمسكي، وباسيل الثاني (حفيد أخته غير الشقيقة).